# Micrampelis gilensis
Micrampelis gilensis là một loài thực vật có hoa trong họ Cucurbitaceae. Loài này được (Greene) Britton mô tả khoa học đầu tiên năm 1889.